# Ischkalds

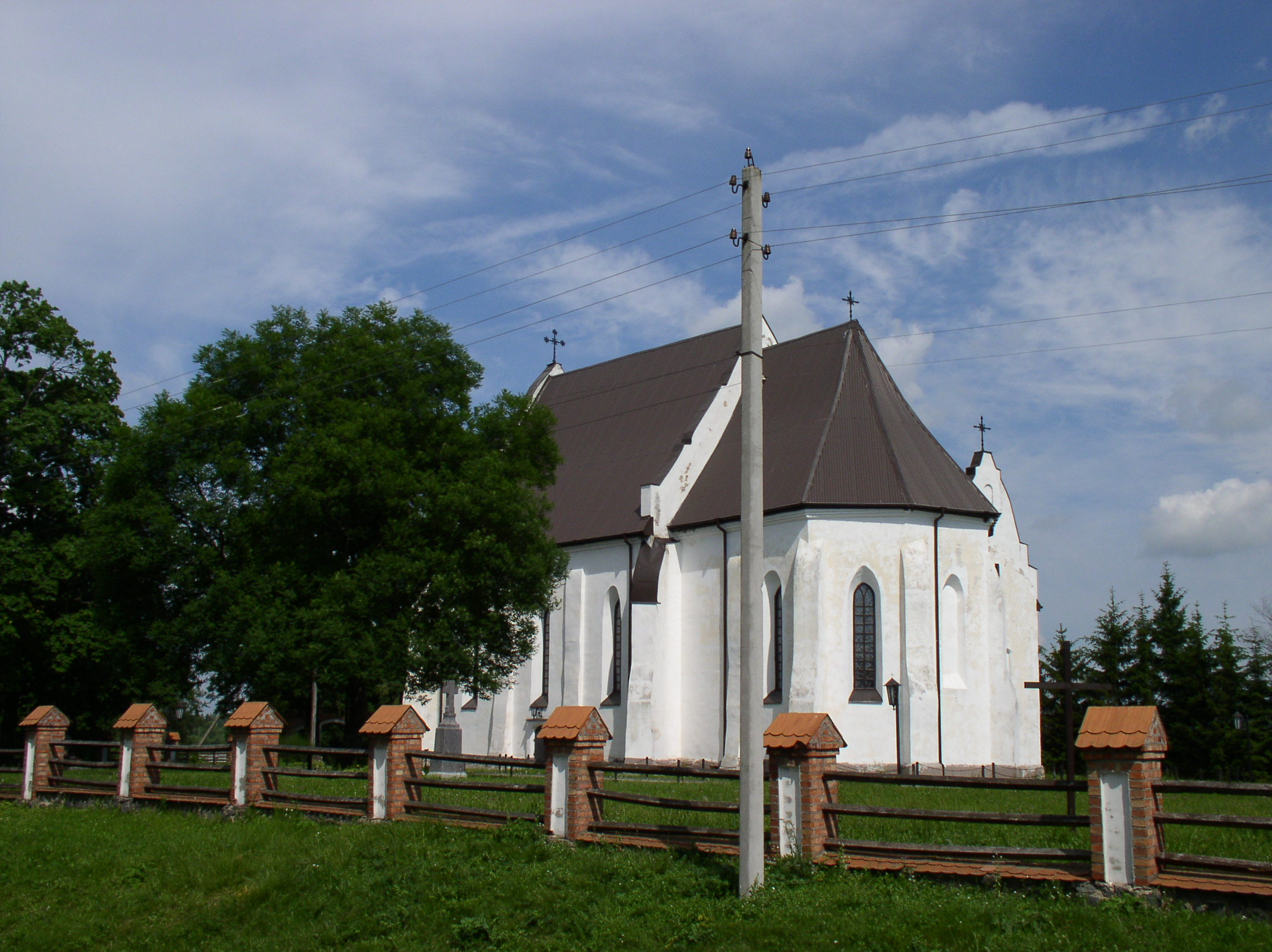
Kloster der Dreifaltigkeit in Ischkalds

Ischkalds (belarussisch Ішкалдзь; russisch Ишколдь) ist ein Dorf im Selsawet Pjatkowitschy, Rajon Baranawitschy im Nordosten der Breszkaja Woblasz, Belarus. Der nahe der Autobahn M1 Brest-Minsk gelegene Ort hat 264 Einwohner (Stand 2005).
Das Kloster der Dreifaltigkeit in Ischkalds ist ein bekanntes Architekturdenkmal aus dem 15. Jahrhundert. Offiziell gilt das Jahr 1472 als Baujahr des Klosters. Das Kloster wurde im gotischen Stil errichtet.
Eine weitere Sehenswürdigkeit des Ortes ist der an der Autobahn aufgebaute, etwa 20 Meter hohe Rote Wisent. Es dient als Landmarke und touristische Werbefigur und steht als Symbol für die Breszkaja Woblasz, deren östliche Grenze der Ort an der Autobahn markiert.